# Harleian genealogies

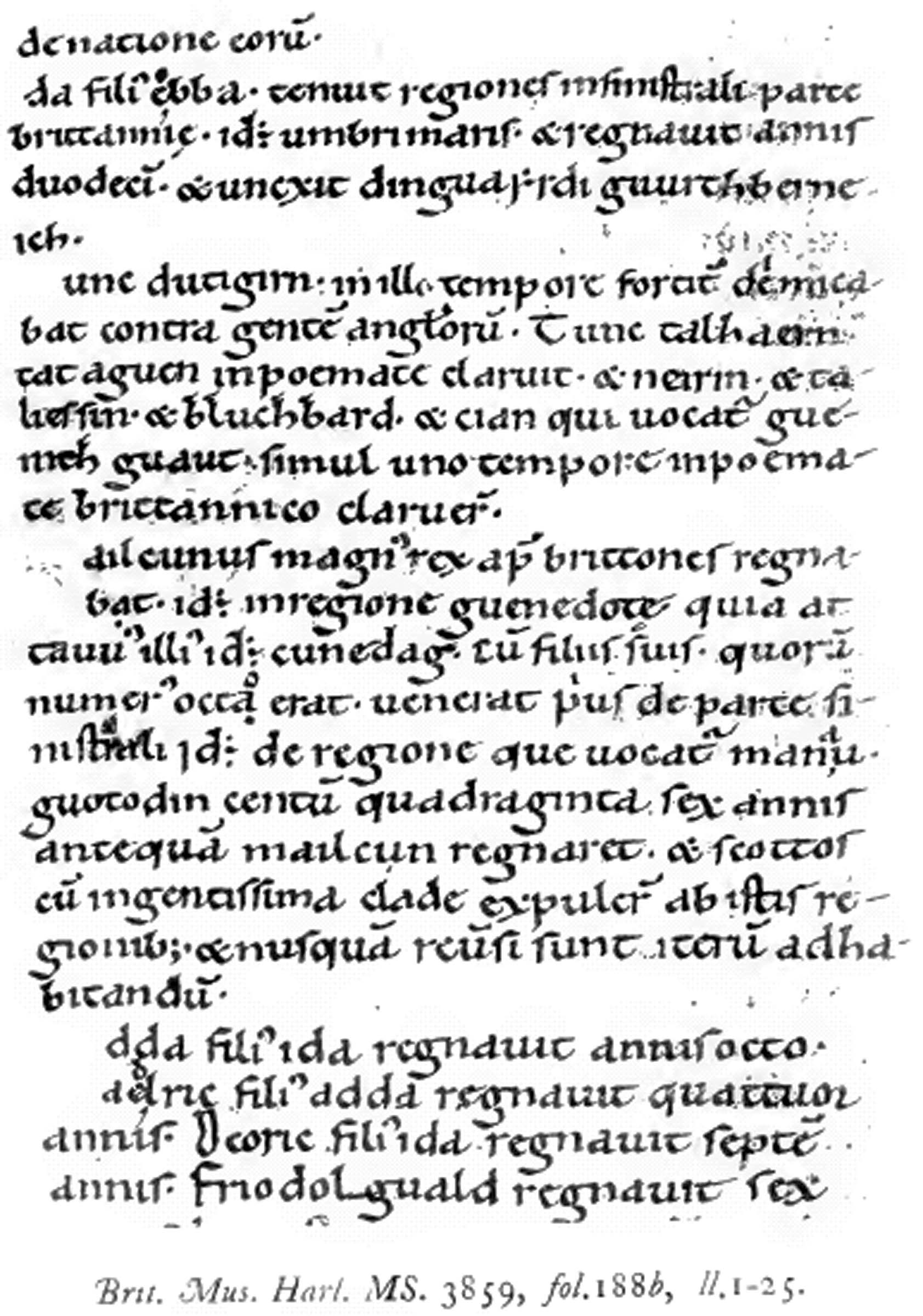
Fac-similé d'une page du manuscrit (publié en 1918).

Les Harleian genealogies sont une collection de généalogies en latin et vieux gallois  conservées à la British Library, dans le manuscrit dit « Harleian MS 3859 ». 

## Le manuscrit
Faisant partie de la collection Harley, le manuscrit contient également les Annales Cambriae (version A) et une version de l'Historia Brittonum, il peut être daté des environs de l'an 1100, bien qu'une datation vers 1200 soit aussi envisageable.
Depuis les généalogies commençant avec les lignées paternelles et maternelles de Owain ap Hywel († 988), le document a sans doute été compilé durant son règne. La collection retrace aussi les lignages des principaux souverains du Pays de Galles et du Hen Ogledd ou « Vieux Nord ». Certaines de ces généalogies sont également reprises dans les Généalogies du Jesus College MS. 20.

### Sources secondaires
- (en) Siddons, Michael. « Genealogies, Welsh ». In Celtic Culture. A Historical Encyclopedia, ed. John T. Koch. 5 vols. Santa Barbara et al., 2006. p. 800-2.  Watkin, M., ‘The Chronology of the Annales Cambriae and the Liber Landavensis on the basis of their Old French Graphical Phenomena', National Library of Wales Journal XI [1960], no.3, 181-226.  Remfry, P.M., 'Annales Cambriae.  A Translation of Harleian 3859; PRO E.164/1; Cottonian Domitian, A 1; Exeter Cathedral Library MS. 3514 and MS Exchequer DB Neath, PRO E.164/1  (ISBN 1-899376-81-X).

### Éditions
Une copie de ce texte est reproduite en ligne Full-text resources for ‘Dark Age’ history, Keith Fitzpatrick-Matthews.
- (en) Bartrum, P.C. (tr.). Early Welsh Genealogical Tracts. Cardiff: UWP, 1966. une version en anglais de cette traduction se trouve sur Wikisource and Mary Jones' Celtic Literature Collective.

## Sources
- (en) Cet article est partiellement ou en totalité issu de l’article de Wikipédia en anglais intitulé « Harleian genealogies » (voir la liste des auteurs), édition du 7 avril 2013.